# Will Jacks
William George Jacks (bekannt als Will Jacks; * 21. November 1998 in Chertsey, Vereinigtes Königreich) ist ein englischer Cricketspieler, der seit 2022 für die englische Nationalmannschaft spielt.

## Kindheit und Ausbildung
Jacks besuchte das St George’s College in Weybridge.

## Aktive Karriere
Jacks gab sein Debüt für Surrey im englischen nationalen Cricket in allen Formaten in der Saison 2018. Dort konnte er sich etablieren, was ihn für die Selektoren interessant machte. Sein Debüt in der Nationalmannschaft gab er dann in der Twenty20-Serie in Pakistan im September 2022. Er wurde jedoch nicht für den ICC Men’s T20 World Cup 2022 nominiert. Nach der Tour folgte die Test-Serie in Pakistan, bei dem er sein Debüt in diesem Format gab und in seinem ersten Spiel 6 Wickets für 161 Runs erzielen konnte. Bei der Tour in Bangladesch im März 2023 gab er erst sein ODI-Debüt, bevor er sich am Oberschenkel verletzte und musste und die Tour abbrach. Damit verpasste er den angestrebten Einsatz in der Indian Premier League 2023 für die Royal Challengers Bangalore. Im September erzielte er in den ODIs gegen Irland ein Fifty über 94 Runs und wurde als Spieler des Spiels ausgezeichnet. Bei der Tour in den West Indies im Dezember folgte ein weiteres Fifty über 73 Runs im zweiten ODI. Im dritten Spiel der Serie konnte er 3 Wickets für 22 Runs als Bowler erreichen. Nachdem er in mehreren Twenty20-Ligen herausragen konnte, wurde er im April 2024 für den ICC Men’s T20 World Cup 2024 nominiert.